# Francis Masson
Pour les articles homonymes, voir Masson.
Francis Masson (août 1741 à Aberdeen– 23 décembre 1805 à Montréal) est un botaniste écossais connu notamment pour ses travaux sur la flore sud-africaine.

## Biographie
Francis Masson entre dans les années 1760 comme garçon jardinier aux jardins botaniques royaux de Kew où il gravit peu à peu les échelons pour, en 1772, devenir le premier récolteur de plantes (plant hunter) à être envoyé en mission de façon officielle par les Jardins de Kew.
Il débarque en Afrique du Sud en octobre 1772 à bord du voyage de l’HMS Resolution, aux côtés de James Cook (1728-1779). Il reste en Afrique du Sud trente mois, pendant lesquels il organise plusieurs expéditions, notamment avec Anders Sparrman (1748-1820) et Carl Peter Thunberg (1743-1828). Des trois botanistes, il sera le plus prolifique. Il retourne en Angleterre en 1775 où il est acclamé par la profession. Sir Joseph Banks (1743-1820), alors directeur des Jardins botaniques royaux de Kew, l'envoie en mission à partir de 1781 dans d'autres pays, notamment dans les îles Canaries, dans les Açores, à Madère et aux Antilles, ainsi qu'en Espagne, au Portugal et au Maroc, avant de lui permettre de retourner en Afrique du Sud en janvier 1786. Il y reste sept ans, jusqu'en mars 1793. Il entreprend également plusieurs missions avec les botanistes autrichiens, Franz Boos et Georg Scholl. Il est considéré comme le père de la recherche botanique en Afrique du Sud, où il découvre plus de 400 espèces nouvelles, tout en élargissant les connaissances, entre autres, des espèces de bruyères et de plantes à bulbes. Francis Masson était en outre un dessinateur confirmé et illustra la plupart de ses découvertes.
Il part en 1797 pour l'Amérique du Nord, où il arrive en 1798 après avoir été capturé par des pirates français. Il passe sept ans à récolter des plantes dans la région des grands lacs et au Canada, voyageant pour ses cueillettes avec des trafiquants de la région. Il récolte pour les Jardins de Kew et envoie régulièrement à Banks des herbes, des spécimens d'arbres fruitiers et des graines. Il meurt en 1805 à Montréal alors qu'il projetait cette année-là de retourner en Écosse.